# Santiagorothia chiliensis
Santiagorothia chiliensis è un mammifero notoungulato estinto, appartenente ai tipoteri. Visse nell'Oligocene inferiore (circa 33 - 31 milioni di anni fa) e i suoi resti fossili sono stati ritrovati in Sudamerica.

## Descrizione
Questo animale doveva avere le dimensioni di un odierno gatto selvatico (Felis silvestris) o di un grande paca (Cuniculus paca). Poteva raggiungere i 65 centimetri di lunghezza (esclusa la coda) e il cranio era lungo circa 10 - 11 centimetri; si suppone che potesse pesare circa 5-7 chilogrammi. Come i suoi simili, doveva possedere un corpo allungato e zampe forti; rispetto ad animali simili ma più arcaici, come Notopithecus, possedeva zampe più allungate e una dentatura con denti a corona più alta (ipsodonti). I molari di Santiagorothia erano della stessa altezza di quelli degli archeoiracidi eocenici come Pseudhyrax. Il primo paio di incisivi di Santiagorothia era ingrandito ed era posizionato diritto negli alveoli, in una condizione simile a quella degli uomini. I premolari superiori erano dotati di due creste verticali (ectolofi) e profondi solchi su entrambi i lati dei denti premolari e molari inferiori, che separavano la parte anteriore (trigonide) da quella posteriore (talonide). 

## Classificazione
Santiagorothia chiliensis venne descritto per la prima volta nel 2000, sulla base di resti fossili ritrovati in Cile (zona di Tinguiririca) e in Argentina in terreni dell'Oligocene inferiore. Santiagorothia è considerato un membro degli interateriidi, un gruppo di mammiferi notoungulati solitamente di dimensioni piccole o medie, dagli adattamenti simili a quelli dei roditori. Sembra che Santiagorothia fosse un interaterio piuttosto arcaico, meno specializzato dei successivi Cochilius, Miocochilius, Protypotherium o Interatherium.

## Paleoecologia
Santiagorothia era un erbivoro terrestre che si cibava di vegetazione bassa in aree aperte, ed era probabilmente piuttosto agile e veloce.